# 前山大桥
前山大桥，中国广东省珠海市的一条大桥，是连接前山河两岸最早的桥梁之一，全长556米，双向六车道，设计时速60km/h；1991年动工，1993年落成通车。
前山大桥紧接前山立交，西向主要通往珠海大道、南屏镇、湾仔、横琴；东向主要通往九洲大道、前山街道、粤海路等珠海市区各个地方。
2012年，前山大桥曾进行路面加固改造工程。